# Абдельрахман, Ихаб
Ихаб Абдельрахман Эль-Сайед Абдельрахман (араб. إيهاب عبد الرحمن السيد عبد الرحمن‎;  1 мая 1989 года, Шаркия, Египет) — египетский легкоатлет, специализируется в метании копья.
Бронзовый призёр чемпионата Африки среди юниоров 2007 года. Серебряный призёр чемпионата мира среди юниоров 2008 года. Выступал на Олимпиаде 2012 года, но не смог выйти в финал.
На чемпионате мира 2013 года в Москве занял 7-е место — 80,94 м. На чемпионате мира 2015 года в Пекине выиграл серебро с результатом 88,99 м.

## Сезон 2014 года
18 мая стал победителем Shanghai Golden Grand Prix с новым рекордом Африки — 89,21 м. 11 июня на ExxonMobil Bislett Games занял 7-е место — 80,06 м. 5 июля выиграл Meeting Areva — 87,10 м.